# Xu Beihong
Advertiment: En els noms xinesos el cognom va davant; en aquest cas Xu.
Xu Beihong   (Yixing, 19 de juliol de 1895 - Pequín, 26 de setembre de 1953) fou un pintor xinès. Va ser conegut principalment per les seves pintures de tinta xinesa de cavalls, ocells i va ser un dels primers artistes xinesos a articular la necessitat d'expressions artístiques que reflectien una Xina moderna a principis del segle xx. També va ser considerat com un dels primers a crear pintures a l'oli monumentals amb temes xinesos èpics, una mostra de la seva alta competència en una tècnica artística essencial occidental. Va ser un dels quatre pioners de l'art modern xinès que es va guanyar el títol de "Els quatre grans presidents de l'Acadèmia".
Xu va començar obres clàssiques xineses i cal·ligrafia amb el seu pare Xu Dazhang. El 1915 es va traslladar a Xangai. Va viatjar al Japó i França per ampliar els seus coneixements artístics. Va ser professor a l'Escola d'Art de Pequín i de la Universitat de Nanjing, i va morir per un accident vascular cerebral el 26 de setembre de 1953 a Pequín.
Xu Beihong destacava per la seva pintura amb tinta xina i a l'aiguada (coneguda com a Hua Shui-mo) i per les seves pintures amb cavalls i aus. La seva obra va ser una de les primeres a articular les noves expressions de la nova Xina del segle xx. Les seves pintures a l'oli, monumentals, amb temes èpics xinesos, mostraven un domini de les tècniques occidentals.

## Galeria

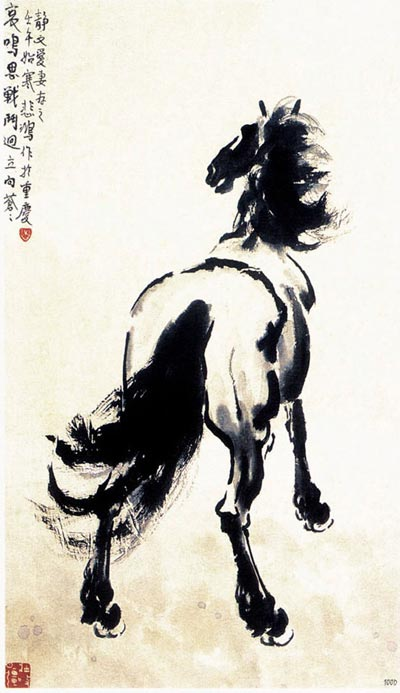
Cavall de guerra.